# Gozundeira

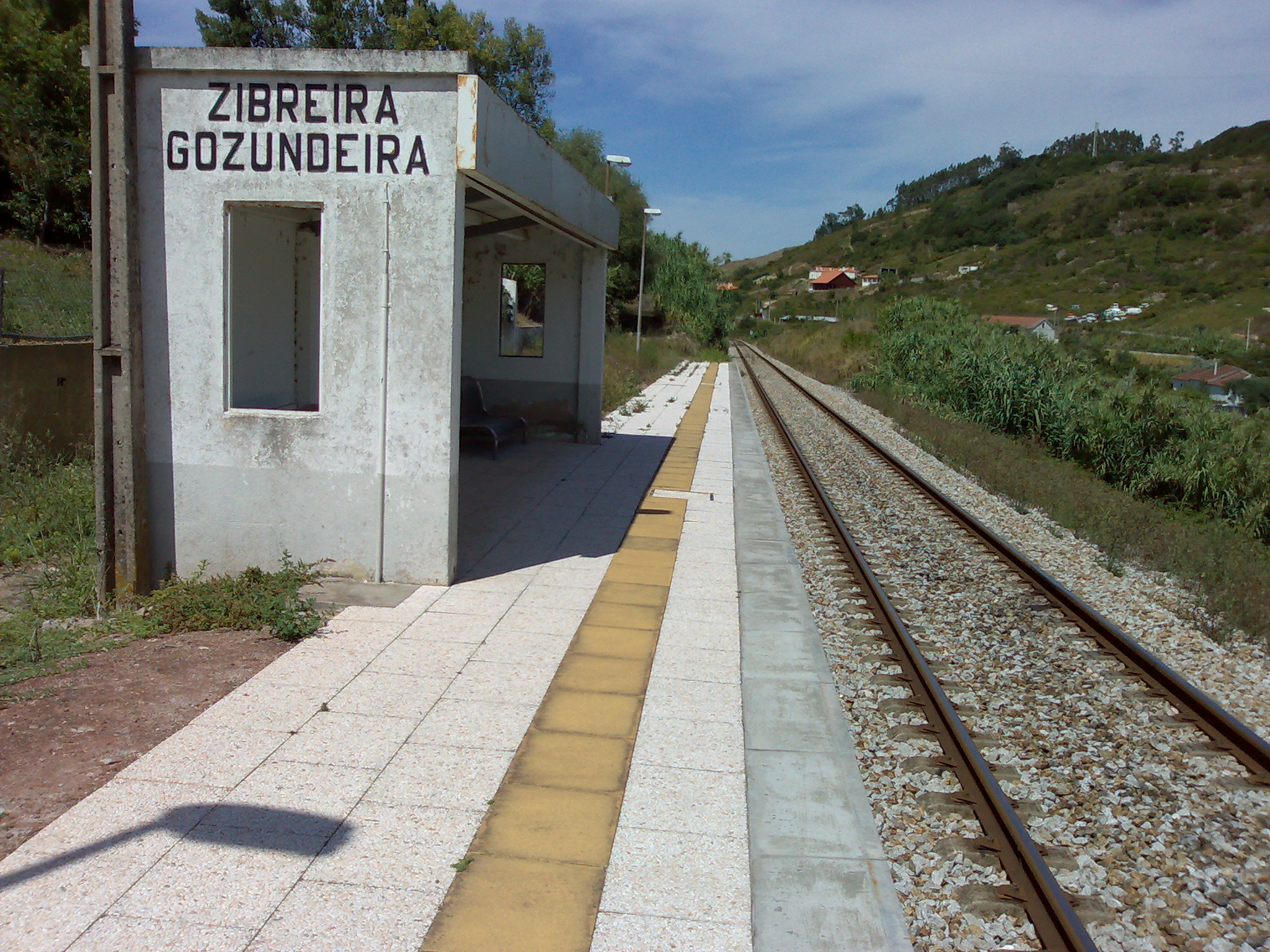
Apeadeiro de Zibreira-Gozundeira, integrado na linha do Oeste.

Gozundeira é uma localidade portuguesa situada na freguesia de Sobral de Monte Agraço, no concelho de Sobral de Monte Agraço.
Dispõe de um apeadeiro da linha do Oeste, designado como apeadeiro de Zibreira-Gozundeira, junto a uma passagem de nível.

## Galeria

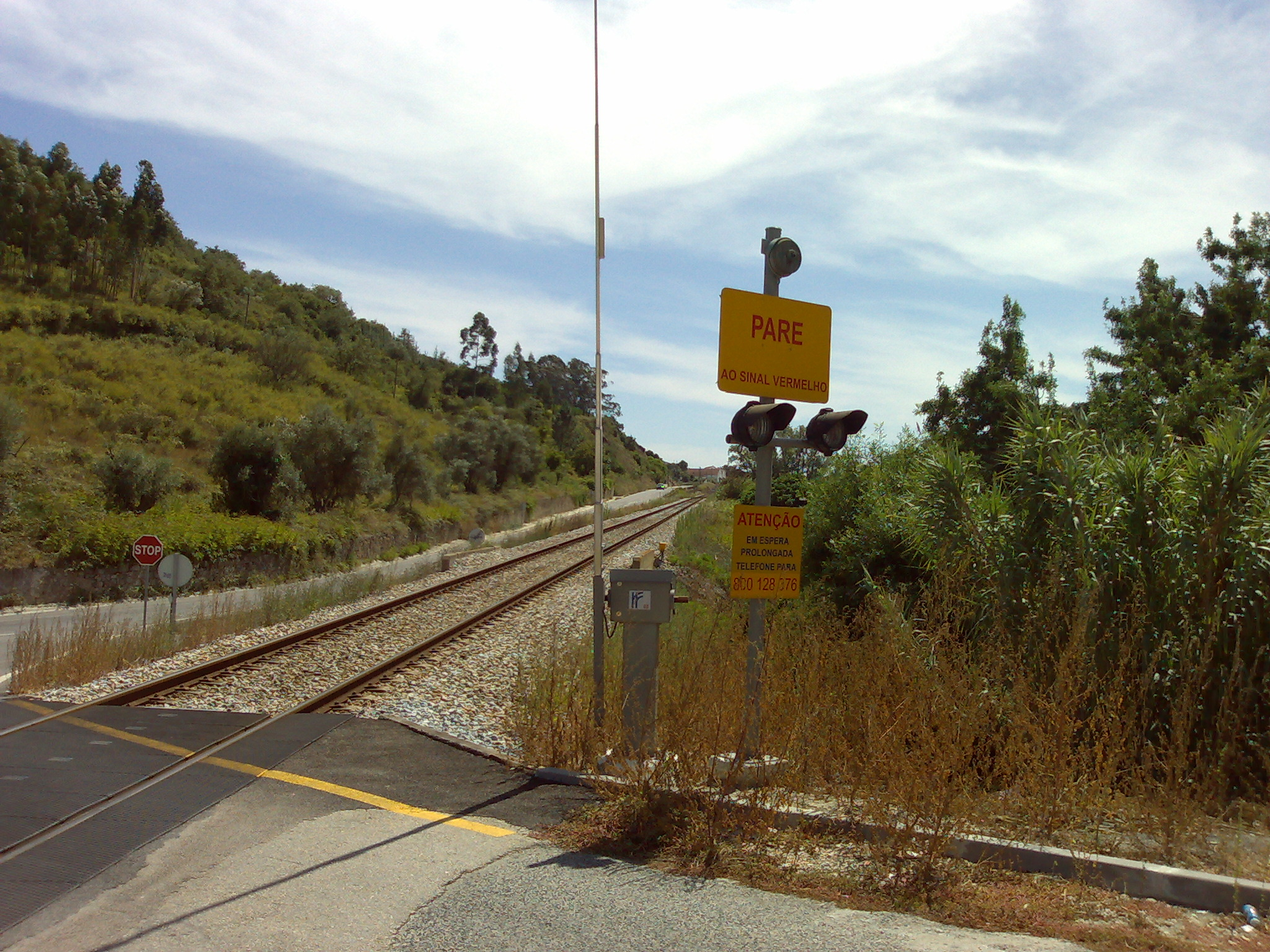
Passagem de nível junto ao apeadeiro de Zibreira-Gozundeira